# Giuseppe Fabiani
Giuseppe Fabiani (* 27. November 1926 in Bertinoro, Italien; † 25. Juni 2019 in Bologna) war ein italienischer Geistlicher und römisch-katholischer Bischof von Imola.

## Leben
Giuseppe Fabiani absolvierte sein Philosophie- und Theologiestudium am Bertinoro-Seminar und am Päpstlichen Regionalseminar von Bologna. An der Universität Bologna und der Päpstlichen Lateranuniversität in Rom studierte er Rechtswissenschaft, Literaturwissenschaft und Philosophie sowie Kanonisches Recht. Fabiani empfing am 20. Mai 1950 in der Kathedrale von Bertinoro die Priesterweihe. Er war Kanzler, Sekretär des Bischofs und in der Pfarrseelsorge in Bertinoro tätig. 1957 wurde er zum Bischofsdelegierten ad omnia der Diözese sowie zum Diözesanassistenten für katholische Aktion ernannt. 1960 ernannte ihn der neue Bischof von Bertinoro, Giuseppe Bonacini, zum Generalvikar und 1970 durch Giovanni Proni in diesem Amt weiterbeauftragt sowie auch als erster Generalvikar in dem fusionierten Bistum Forlì-Bertinoro eingesetzt. 1960 wurde er zum Prälaten ernannt und 1969 zudem Domvikar in Bertinoro. Über dreißig Jahren wirkte er als Richter am regionalen Kirchengericht Flaminio
Papst Johannes Paul II. ernannte ihn am 19. Juli 1989 zum Bischof von Imola. Der Erzbischof von Bologna, Giacomo Kardinal Biffi, spendete ihm am 10. September desselben Jahres die Bischofsweihe; Mitkonsekratoren waren Achille Kardinal Silvestrini, Kardinalpräfekt der Apostolischen Signatur, und Vincenzo Zarri, Bischof von Forlì-Bertinoro. Er war Delegierter der regionalen Bischofskonferenz für Kultur und Schule.
Am 18. Oktober 2002 nahm Johannes Paul II. seinen altersbedingten Rücktritt an. Er starb am 25. Juni 2019 im Pflegeheim "Toniolo" in Bologna und wurde in der Krypta der Kathedrale von San Cassiano in Imola bestattet.